# Reizo Fukuhara
Reizo Fukuhara (Hachihonmatsu, avui Higashihiroshima, Prefectura d'Hiroshima, Japó, 2 d'abril de 1931 - 27 de febrer de 1970), va ser un futbolista, entrenador i professor japonès.

## Biografia
Reizo Fukuhara va estudiar i jugar a futbol a la Universitat de Tsukuba. Va arribar a disputar 2 partits amb la selecció japonesa el 1955. Aquell mateix va graduar-se i va començar la seva carrera com a professor a les escoles secundàries d'Urawa i de la Universitat d'Hiroshima. 1966 va esdevenir entrenador de la selecció nacional sot-20. Va morir als 38 anys com a conseqüència d'un càncer d'estómac.